# Eschmeyer nexus
Eschmeyer nexus es una especie de pez marino, la única del género Eschmeyer que a su vez es el único encuadrado en la familia monoespecífica Eschmeyeridae, del orden Scorpaeniformes. Su nombre fue puesto en honor del ictiólogo William N. Eschmeyer.

## Morfología
Son peces de pequeño tamaño, la longitud máxima descrita fue una captura de 4,1 cm. En la aleta dorsal tienen 8 espinas y 13 radios blandos, las espinas de la dorsal anterior extremadamente cortas, mientras que en la aleta anal 3 espinas y 8 radios blandos. Extremo anterior del istmo sin papilas carnosas, las membranas branquiales no están unidas al istmo. Los huesos frontales y parietales están fuertemente osificados, sin espinas preorbitales, escamas ausentes excepto en la línea lateral.

## Hábitat y modo de vida
Se distribuye de forma endémica por las islas Fiyi, en el oeste central del océano Pacífico. Es una especie de aguas tropicales marinas, de comportamiento demersal, que habita a una profundidad entre los 27 y 43 metros.